# 十川孝富
十川 孝富（そがわ たかとみ、1977年5月29日 - ）は、大阪府出身の元プロ野球選手（内野手）。

## 来歴・人物
香川西高では1年夏から活躍し、投手で4番、2年秋は県大会準決勝へ進むが翌春の選抜で優勝する観音寺中央高に敗れ、3年夏も同校に敗退。大商大では1年生の春季のリーグ戦でいきなり開幕投手をまかされ1勝3敗の成績を残すが右ヒジを骨折し、内野手に転向。関西六大学リーグで通算89試合に出場し、331打数97安打、打率.293、7本塁打、40打点。1998年春季のリーグ戦で首位打者になる。ベストナイン2度受賞。1999年のドラフトで読売ジャイアンツ（以下：巨人）から6位指名され入団。
3年目の2002年に初めて1軍に昇格し同年は13試合に出場。その後は出場機会に恵まれなかったが、2005年から内野の控えとして一軍に定着。次第にスタメン出場の機会も増え、7月には阪神タイガース戦で安藤優也から初本塁打を放った。
2007年シーズンはチームの若返りの方針もあり1軍昇格を果たせず、また水晶体に水が溜まり物が二重に見えるといった病気も発症。10月4日に戦力外通告を受け、11月30日に自由契約公示された。
現役引退後は、「TOKYO GUTS」で野球スクールのコーチを務めた。2011年3月1日からは巨人に復帰し、副寮長を経てジャイアンツアカデミーでコーチとなる。
2002年から2006年まで同チームに同姓の十川雄二が在籍していたが、血縁関係は無い。

## 詳細情報

### 年度別打撃成績
| 年 度     | 球 団     | 試 合 | 打 席 | 打 数 | 得 点 | 安 打 | 二 塁 打 | 三 塁 打 | 本 塁 打 | 塁 打 | 打 点 | 盗 塁 | 盗 塁 死 | 犠 打 | 犠 飛 | 四 球 | 敬 遠 | 死 球 | 三 振 | 併 殺 打 | 打 率 | 出 塁 率 | 長 打 率 | O P S |
| --------- | --------- | ----- | ----- | ----- | ----- | ----- | -------- | -------- | -------- | ----- | ----- | ----- | -------- | ----- | ----- | ----- | ----- | ----- | ----- | -------- | ----- | -------- | -------- | ----- |
| 2002      | 巨人      | 13    | 9     | 9     | 1     | 0     | 0        | 0        | 0        | 0     | 0     | 0     | 0        | 0     | 0     | 0     | 0     | 0     | 5     | 0        | .000  | .000     | .000     | .000  |
| 2004      | 巨人      | 1     | 0     | 0     | 0     | 0     | 0        | 0        | 0        | 0     | 0     | 0     | 0        | 0     | 0     | 0     | 0     | 0     | 0     | 0        | ----  | ----     | ----     | ----  |
| 2005      | 巨人      | 27    | 17    | 16    | 3     | 3     | 0        | 0        | 1        | 6     | 1     | 0     | 0        | 0     | 0     | 1     | 0     | 0     | 7     | 2        | .188  | .235     | .375     | .610  |
| 2006      | 巨人      | 7     | 9     | 8     | 1     | 2     | 0        | 0        | 0        | 2     | 0     | 1     | 0        | 0     | 0     | 1     | 0     | 0     | 1     | 0        | .250  | .333     | .250     | .583  |
| 通算：4年 | 通算：4年 | 48    | 35    | 33    | 5     | 5     | 0        | 0        | 1        | 8     | 1     | 1     | 0        | 0     | 0     | 2     | 0     | 0     | 13    | 2        | .152  | .200     | .242     | .442  |

### 記録
- 初出場：2002年3月31日、対阪神タイガース2回戦（東京ドーム）、7回裏に川相昌弘の代走で出場
- 初先発出場：2002年4月19日、対阪神タイガース3回戦（阪神甲子園球場）、7番・三塁手で先発出場
- 初安打：2005年6月28日、対ヤクルトスワローズ6回戦（東京ドーム）、4回裏にリック・ガトームソンから右前安打
- 初本塁打・初打点：2005年7月28日、対阪神タイガース12回戦（東京ドーム）、3回裏にブライアン・シコースキーの代打で出場、安藤優也から左越ソロ

### 背番号
- 52 （2000年 - 2007年）